# Joseph von Weittenhiller
Joseph Edler von Weittenhiller (* 28. Juli 1787 in Wien; † 31. Juli 1861 in Oberdöbling bei Wien) war ein Finanzmann und Präsident der österreichischen Nationalbank.

## Leben
Er wurde als Sohn Michael Friedrichs von Weittenhiller und Enkel von Joseph Caspar Weittenhiller in Wien geboren.